# ルウト
ルウト（12月10日 - ）は、日本のファッションモデル。女性。K-point所属。

## 出演

### テレビ番組
- 極めろ!仮想ゲームクラブ外伝 （2014年、北海道テレビ放送）
- 浜ちゃんが! （2014年・2015年2月、読売テレビ・日本テレビ）
- ワラッチャオ!（2015年4月、NHK）
- ワケあり!レッドゾーン（2015年4月、読売テレビ・日本テレビ）
- ダウンタウンDX（2015年5月・12月、読売テレビ・日本テレビ）
- 今夜くらべてみました（2015年7月、日本テレビ）
- ありがとッ!（2015年8月、テレビ神奈川）
- 有吉ジャポン（2015年9月、TBS）
- カラットアゲアゲ（2015年9月・12月・2016年1月、読売テレビ）
- 焼肉女子会（2015年10月 - 12月、BS-TBS）
- 踊る!さんま御殿!!（2015年11月、日本テレビ）
- ガリゲル（2015年12月、読売テレビ）
- バラいろダンディ（2015年12月、TOKYO MX）
- つよしんごろうの境界線クイズ2016スペシャル（2016年6月27日、フジテレビ）

### ドラマ
- 実在性ミリオンアーサー（2014年10月3日 - 2015年3月28日、tvkほか） - モードレッド 役
- 増山超能力師事務所（2017年1月5日 - 3月23日、読売テレビ・日本テレビ） - 宇川明美 役
- クロスロード〜声なきに聞き形なきに見よ〜 （2017年5月28日 - 7月2日、NHK BSプレミアム） - 遠藤翼 役
- 来世ではちゃんとします 第7話（2020年2月20日、テレビ東京） - 聖羅 役
  - 来世ではちゃんとします2 第2話（2021年8月19日）
  - 来世ではちゃんとします3 第4話・第5話（2023年1月26日・2月2日）

### 映画
- 増山超能力師事務所 劇情版は恋の味（2018年3月31日公開、KATSU-do） - 宇川明美 役
- 劇場版ほんとうにあった怖い話2018 第三怖「音楽」（2018年9月8日公開、NSW）

### ネット番組
- 八王子までのルウト （2015年、公式ニコニコ生放送）
- AbemaTVナビ（2016年、AbemaTV）

### 配信ドラマ
- ボーダレス 第5話（2021年4月4日、ひかりTV） - 篠塚麻耶 役[3]
- 来来来世でもちゃんとします 第6.5話（2021年9月8日、Paravi） - 聖羅 役

### 舞台・ミュージカル
- 愉快♪痛快♪妖怪アパート（2012年12月、エアースタジオ）
- レジェンド（2013年1月、エアースタジオ）
- SAKURA（2013年4月、エアースタジオ）
- ポーカーフェイス人狼（2014年6月、エアースタジオ）
- 美少女戦士セーラームーン -La Reconquista-（2013年9月13日- 23日） - ジェダイト 役
- ぷよぷよ オンステージ（2015年5月2日 - 6日、赤坂ACTシアター） - シェゾ 役[4]
- ヴァンパイア騎士 Supported by 青山メインランド - 錐生 零 役
- Honganji（2016年1月 - 2月、新歌舞伎座・中日劇場・EX THEATER ROPPONGI）- 教如 役
- 短編劇第II（2016年3月、エアースタジオ）-  女 役
- GO,JET!GO!GO!（2016年4月、エアースタジオ）- 真子 役
- Grand Stage（2016年10月赤坂RED/THEATER）- 美波 琥珀 役

## 書籍

### ファッション誌
- Men's SPIDER（リイド社） - レギュラーモデル
- KERA（インデックス・コミュニケーションズ）- レギュラーモデル
- KERA BOKU Vol.3（インデックス・コミュニケーションズ）
- Garçon Girls（文化アディック）
- ゴシック＆ロリータバイブル（ジャック・メディア）
- MEN'S KNUCKLE（ミリオン出版）- レギュラーモデル